# هایپرموبیلیتی (مفاصل)
هایپرموبیلیتی یا دومفصلی (به انگلیسی: Hypermobility or double-jointedness) به مفاصلی گفته می‌شود که بیش از حالت عادی خم می‌شوند. برای نمونه برخی از افراد دچار دومفصلی می‌توانند شست دست خود را به سوی مچ خم کنند، زانوهای خود را به طرف پشت خم کنند، سر خود را پشت پاهایشان قرار دهند یا کارهای نمایشی دیگری انجام دهند. هایپرموبیلیتی می‌تواند یک یا شمار بیشتری از مفاصل بدن را تحت تأثیر قرار دهد.
هایپرموبیلیتی پدیده ای رایج است و در حدود ۱۰ تا ۲۵ درصد جمعیت رخ می‌دهد، ولی در شمار کمی درد و عوارض دیگر نیز وجود دارد. این ممکن است نشانه ای از سندروم هایپرموبیلیتی مفصلی((joint hypermobility syndrome (JMS) یا اختلال طیفی هایپرموبیلیتی((hypermobility spectrum disorder (HSD) باشد. مفاصل هایپرموبیل ویژگی ایی از اختلال ژنتیکی بیماری بافت همبند مانند همچون اختلال طیفی هایپرموبیلیتی یا نشانگان اهلرز-دنلوس هستند. پیش از تعریف معیارهای تشخیص جدید سندروم هایپرموبیلیتی گاهی با نشانگان اهلرز-دنلوس نوع هایپرموبیلیتی (EDS Type 3) یکسان دانسته می‌شد. از آنجایی که هیچ آزمایش ژنتیکی نمی‌تواند تمایزی میان این دو قائل شود و به علت شباهت‌های معیارهای تشخیص پزشکی و روش‌های درمانی، بسیاری از متخصصان توصیه می‌کنند که این دو به عنوان شرایطی یکسان تا پژوهش‌های بعدی در نظر گرفته شوند.
در سال ۲۰۱۶ معیارهای تشخیص پزشکی EDS Type 3 برای محدودیت بیشتر بازنویسی شدند، این کار برای کاهش دادن محدوده بیماران EDS Type 3 به امید آسان‌تر ساختن شناسایی یک جهش ژنتیکی مشترک انجام شد، EDS Type 3 تنها گونه ای از EDS است که آزمایش تشخیص ژنتیکی ندارد. در همان زمان اختلال طیفی هایپرموبیلیتی به عنوان اختلال هایپر موبیلیتی که با معیارهای تشخیص پزشکی EDS Type 3 همخوانی ندارد بازتعریف و اختلال طیفی هایپرموبیلیتی (HSD) نامگذاری شد.